# サムスン物産

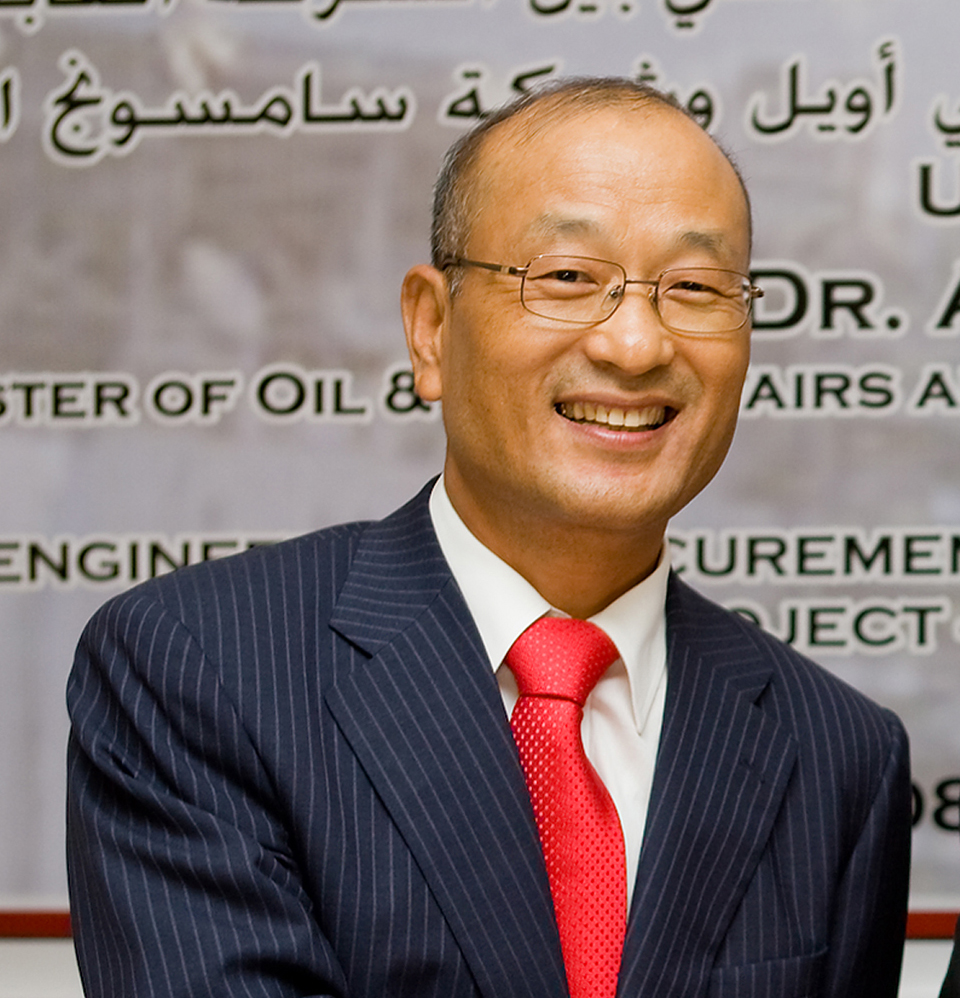
社長のチョン・ヨンジュ（鄭然柱）

サムスン物産（サムスンぶっさん、Samsung C&T Corporation）は、大韓民国の総合商社、建設ゼネコンである。サムスングループに属する。

## 概説
サムスン物産の事業は商社だけと勘違いされるが、商社部門と建設部門を2大軸に展開している。英語社名の"C&T"は"Construction & Trading"の略である。2008年の通期決算では、売上高が11兆8116億ウォン、純利益3451億ウォンである。
2015年に、同じサムスングループの第一毛織（2代、旧・サムスンエバーランド）と合併。法人格上は第一毛織を存続会社とし、同社をサムスン物産（2代）に社名変更した。これ以降は、旧・第一毛織のファッション部門、リゾート部門も展開している。
第一毛織との合併をめぐる一連の手続きについては、合併に反対したアメリカの投資会社が不平等な扱いを受けたとして、2018年7月、米韓自由貿易協定に定める投資家対国家の紛争解決を求め、韓国政府に仲裁申請書を提出する初めての事例となった。

## 四大事業内容
- 商社部門
  - 資源（石油、ガスおよび石炭、金属の輸出入）
  - 電子産業（半導体、ディスプレイ、携帯電話などの素材、部品、設備）
  - 化学（石油化学製品、有機・無機化学製品、精密化学製品）
  - 鉄鋼（熱延・冷延鋼板、鍍金鋼板、ステンレス、非鉄金属、貴金属）
  - 機械PLANT（輸送装備、産業装備、一般機械、PLANT、機械設備など）
  - 繊維・物資（繊維、ファッション、IT消費財）
  - 新規事業（サービス・ソフト、新再生エネルギー・環境、新技術R&D）

- 建設部門
  - 建築（ハイテク工場、超高層ビルなど建築物の施工および事業管理）
  - 土木（道路、トンネル、橋梁、港湾など土木構造物の施工および事業管理）
  - プラント（発電所、エネルギー施設などの設計、購買、施工、事業管理）
  - 住宅（住宅新築、販売(再建、再開発、一般請負、自体事業）

- ファッション部門

- リゾート部門
  - エバーランド
  - カリビアンベイ

## 過去に建設した大規模プロジェクト
世界一の超高層ビルであるブルジュ・ハリファの建設や、総延長21km（うち橋梁は18.2km）の仁川大橋の建設、ウルサン原子力発電所、仁川国際空港の建設など手がけている。
また1992年着工、1998年に完成したペトロナスツインタワーのタワー2の建設を手がけた。
当時は高さ452mで世界一の高さを誇った。ペトロナスの本社が入るタワー1は日本のハザマが建設した。

## 関連会社
- サムスン電子
- サムスン電機
- サムスンSDI
- サムスンモバイルディスプレイ
- サムスンコーニング精密素材
- サムスンLED
- サムスン重工業
- ハンファテックウィン
- サムスンエンジニアリング